# 惠比壽南
惠比壽南（日语：／ Ebisu-minami */?）是東京都澀谷區的町名，屬澀谷地域。2013年9月30日為止的人口有4,280人。郵遞區號為150-0022。

## 地理
東側是惠比壽站周邊地區與鐵道路廊，北界為東京都道416號古川橋二子玉川線。
惠比壽南位於東京都澀谷區澀谷地域南部，鄰接目黑區（上目黑、中目黑、三田）。
橋梁
- JR路廊
  - 惠比壽南橋

## 歷史
1960年（昭和35年），澀谷區向山町、下通四丁目與五丁目、原町等合併成立。

### 地名由來
意為惠比壽站南側。

## 設施
- 澀谷警察署－管轄本町周邊。（所在地：澀谷）
- 澀谷消防署－管轄本町周邊。（所在地：神南）
- 惠比壽南一公園
- 惠比壽南二公園

企業
- 可爾必思本社
- KlockWorx本社
- 日本肯德基本社
- AMG Entertainment（AMGエンタテインメント）本社
- Kakaku.com（カカクコム）本社
- Culture Convenience Club本社
- Digital Garage（デジタルガレージ）本社
- 有明日本（アリアケジャパン）本社
- MEGALOS（メガロス）本社
- JC COMSA（ジェーシー、コムサ）本社
- 森本不動產（モリモト）本社
- Vantan（バンタン）本部

## 交通

### 鐵路
- JR惠比壽站（■山手線，■埼京線，■■湘南新宿線）
- 東京地下鐵惠比壽站（○日比谷線）

### 道路
- 東京都道317號環狀六號線
- 東京都道416號古川橋二子玉川線

## 備註
1. ↑  渋谷区／住民基本台帳・外国人登録による人口 的存檔，存档日期2013-10-13.

## 外部連結
- 澀谷區官方網站 （页面存档备份，存于）